# You were.../BALLAD
You were.../BALLAD – czterdziesty siódmy singel japońskiej piosenkarki Ayumi Hamasaki, wydany 29 grudnia 2009. Singiel miał być wydany 16 grudnia, ale Avex Trax przesunął datę premiery o dwa tygodnie. Pierwszy utwór You were... został użyty jako piosenka przewodnia dla japońskiej wersji filmu Disneya Dzwoneczek i zaginiony skarb, natomiast BALLAD wykorzystano w fikcyjnej dramie historycznej Plejady na jasnym niebie (jap. 蒼穹の昴 Sōkyū no Subaru) stacji NHK, opartej na książce Jirō Asady. W pierwszym tygodniu sprzedano 103 351 kopii, natomiast 118 249 całościowo. Singel zdobył status złotej płyty.

## Lista utworów

### CD
| Nr | Tytuł                                               | Muzyka         | Aranżacja   | Czas |
| -- | --------------------------------------------------- | -------------- | ----------- | ---- |
| 1. | "You were... (Original mix)"                        | Kazuhiro Hara  | HΛL         | 4:48 |
| 2. | "BALLAD (Original mix)"                             | D･A･I          | Yuta Nakano | 5:21 |
| 3. | "RED LINE ~for TA~ (Original mix)"                  | Tetsuya Yukumi | Yuta Nakano | 4:28 |
| 4. | "You were... (Music Box mix -retake version-)"      | Kazuhiro Hara  | HΛL         | 5:10 |
| 5. | "Sunset 〜LOVE is ALL〜 (Orchestra version)"        | Hana Nishimura | Yuta Nakano | 6:03 |
| 6. | "You were... (Original mix -Instrumental-)"         | Kazuhiro Hara  | HΛL         | 4:47 |
| 7. | "BALLAD (Original mix -Instrumental-)"              | D･A･I          | Yuta Nakano | 5:21 |
| 8. | "RED LINE 〜for TA〜 (Original mix -Instrumental-)" | Tetsuya Yukumi | Yuta Nakano | 4:27 |

### You were.../BALLAD
| CD  |                                                     |                |             |      |
| Nr  | Tytuł                                               | Muzyka         | Aranżacja   | Czas |
| 1.  | "You were... (Original mix)"                        | Kazuhiro Hara  | HΛL         | 4:48 |
| 2.  | "BALLAD (Original mix)"                             | D･A･I          | Yuta Nakano | 5:21 |
| 3.  | "RED LINE ~for TA~ (Original mix)"                  | Tetsuya Yukumi | Yuta Nakano | 4:28 |
| 4.  | "You were... (Music Box mix -retake version-)"      | Kazuhiro Hara  | HΛL         | 5:10 |
| 6.  | "You were... (Original mix -Instrumental-)"         | Kazuhiro Hara  | HΛL         | 4:47 |
| 7.  | "BALLAD (Original mix -Instrumental-)"              | D･A･I          | Yuta Nakano | 5:21 |
| 8.  | "RED LINE 〜for TA〜 (Original mix -Instrumental-)" | Tetsuya Yukumi | Yuta Nakano | 4:27 |
| DVD |                                                     |                |             |      |
| Nr  | Tytuł                                               | Muzyka         | Reżyser     | Czas |
| 1.  | "You were..." (video clip)                          |                |             | 5:11 |
| 2.  | "BALLAD" (video clip)                               |                |             | 5:50 |
| 1.  | "You were..." (making clip)                         |                |             | 3:02 |

### BALLAD/You were...
| CD  |                                                     |                |             |      |
| Nr  | Tytuł                                               | Muzyka         | Aranżacja   | Czas |
| 1.  | "You were... (Original mix)"                        | Kazuhiro Hara  | HΛL         | 4:48 |
| 2.  | "BALLAD (Original mix)"                             | D･A･I          | Yuta Nakano | 5:21 |
| 3.  | "RED LINE ~for TA~ (Original mix)"                  | Tetsuya Yukumi | Yuta Nakano | 4:28 |
| 4.  | "Sunset 〜LOVE is ALL〜 (Orchestra version)"        | Hana Nishimura | Yuta Nakano | 6:03 |
| 6.  | "You were... (Original mix -Instrumental-)"         | Kazuhiro Hara  | HΛL         | 4:47 |
| 7.  | "BALLAD (Original mix -Instrumental-)"              | D･A･I          | Yuta Nakano | 5:21 |
| 8.  | "RED LINE 〜for TA〜 (Original mix -Instrumental-)" | Tetsuya Yukumi | Yuta Nakano | 4:27 |
| DVD |                                                     |                |             |      |
| Nr  | Tytuł                                               | Muzyka         | Reżyser     | Czas |
| 1.  | "BALLAD" (video clip)                               |                |             | 5:11 |
| 2.  | "You were..." (video clip)                          |                |             | 5:50 |
| 1.  | "BALLAD" (making clip)                              |                |             | 3:12 |